# Alekséyevskoye (Sochi, Krasnodar)
Alekséyevskoye (del ruso: Алексеевское) es un seló del distrito de Lázarevskoye de la unidad municipal de la ciudad de Sochi del krai de Krasnodar, en el sur de Rusia. Está situado a orillas del río Psezuapsé, 48 km al noroeste de Sochi y 126 km al sureste de Krasnodar, la capital del krai. Tenía 405 habitantes en 2010.
Pertenece al ókrug rural Kírovski.

## Historia
En el emplazamiento de la localidad actual se hallaba el aul adigué Gvai (Гваи). En el mapa del Departamento Topográfico Militar de 1905 aparece como Alekséyevka. En ese tiempo la localidad contaba con 16 casas. En los registros del 26 de abril de 1923 aparece como parte del vólost de Lázarevskoye del ókrug de Tuapsé del óblast de Kubán-Mar Negro. A comienzos de 1934 aparece como parte del selsovet de Lázarevskoye del raión de Tuapsé del krai de Azov-Mar Negro. Este selsovet pasaría a formar parte el 16 de enero de ese año del raión nacional shapsug.

## Transporte
4 km al suroeste de la localidad, junto a la costa del mar Negro, se halla la estación de ferrocarril de Lázarevskoye en la línea Tuapsé-Sujumi de la red del ferrocarril del Cáucaso Norte y la carretera federal M27 Dzhubga-frontera abjasa.